# Hieronymus von der Burg

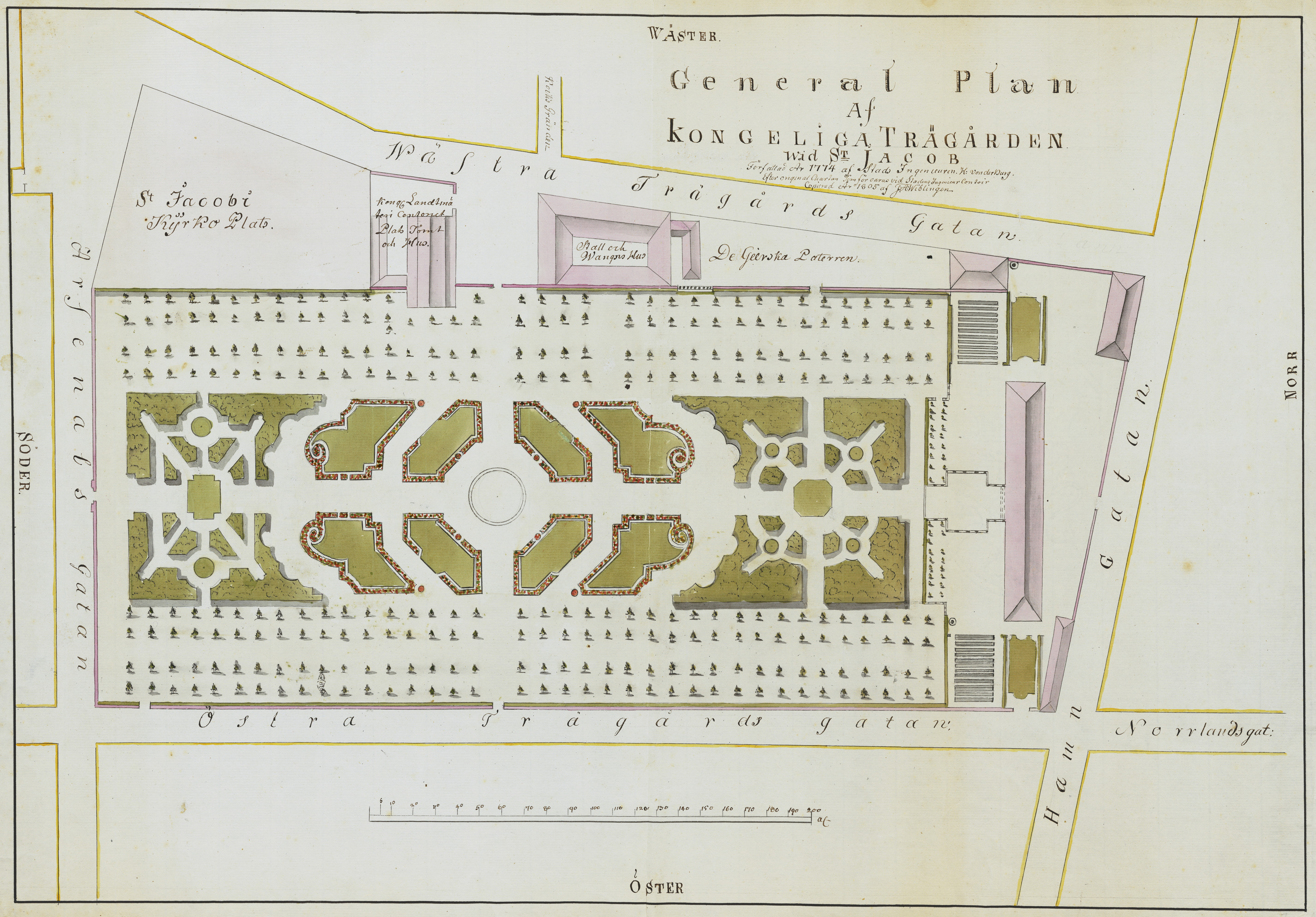
Generalplan af Kongeliga trägården upprättad 1788 av H: von der Burg.

Hieronymus von der Burg den äldre (även kallad senior), född 1730, död 1811, var en svensk ingenjör och lantmätare, verksam i Stockholm som stadsingenjör under 1700-talets slut och 1800-talets början. Han räknas till en av Linnés lärjungar och bör inte blandas ihop med sonen Hieronymus von der Burg den yngre (även kallad junior) vilken också var verksam som stadsingenjör i Stockholm.

## Liv och verk

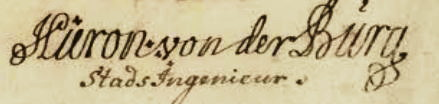
Hieronimus von der Burgs namnteckning.

I 25-årsåldern skrev von der Burg sin dissertation som publicerades 1756 under titeln Dissertatio medica, de acetariis, quam, consensus experientiss… Här avhandlade han ämnet sallader ("de acetariis" om salladsväxter) och deras inverkan på kroppen, samt beskrev ett antal lämpliga salladsväxter. I Carl von Linnés Amoenitates Academicae, i vilket hans doktoranders dissertationer publicerades, omnämns Hieronymus von der Burg den 29 juni 1756. Som stadsingenjör i Stockholm upprättade han en mängd planerings- och tomtkartor från 1770-talet och framåt.

### Hieronymus von der Burg den yngre

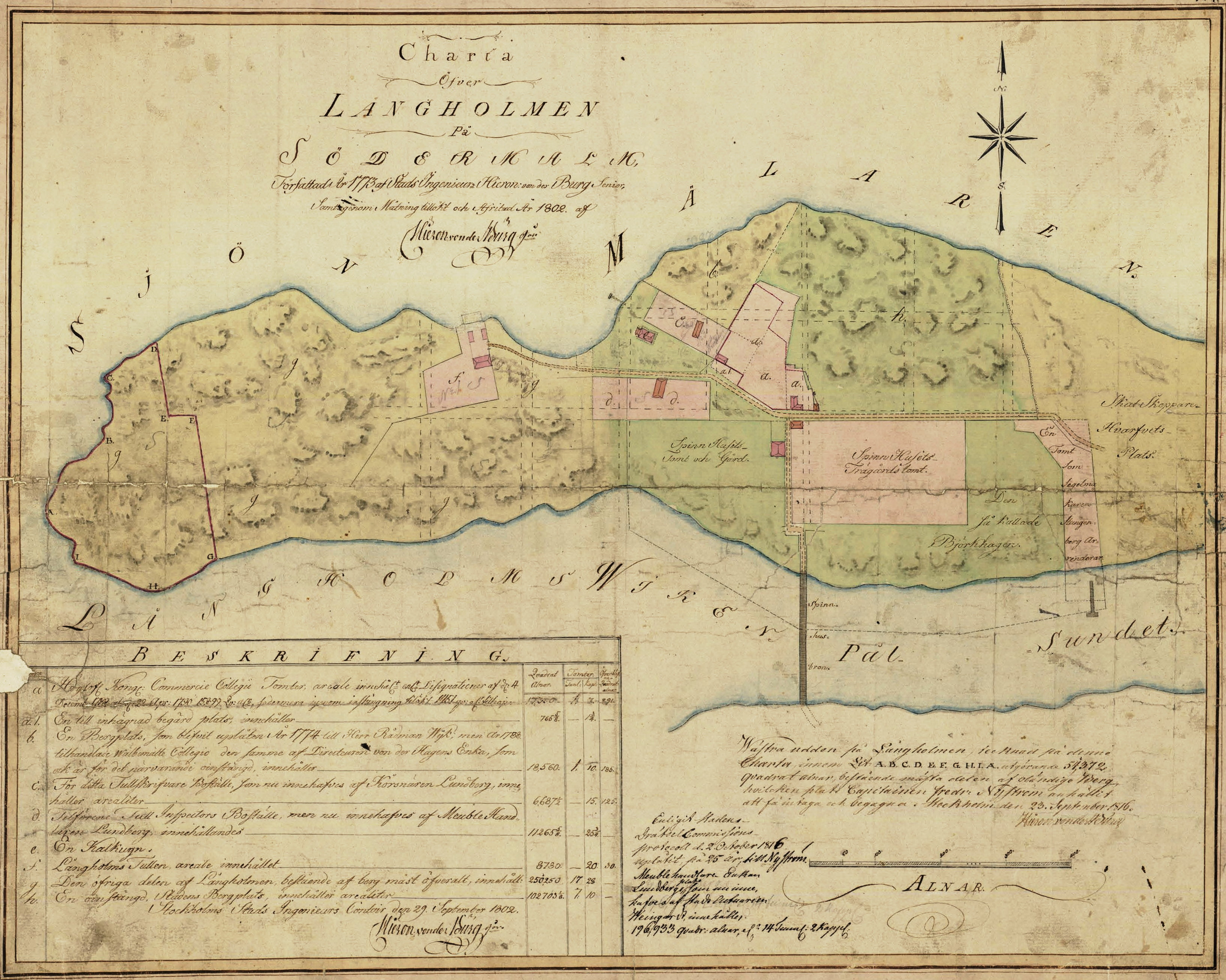
Karta över Långholmen. Författad år 1773 af stads ingenieur Hieron von der Burg Senior, samt genom mätning tillökt och afritad år 1802 af Hieron von der Burg J:or.

Hans son, Hieronymus von der Burg den yngre (1776–1837), blev stadsingenjör i Stockholm 1811, men var redan innan dess vice stadsingenjör. Som sådan var han under 1800-talets början verksam samtidigt med fadern. Exempelvis avritade och kompletterade han dennes tomtkarta över Långholmen. Han upprättade också en lång rad detaljkartor och planringsritningar för Stockholm och var 1806 en av initiativtagarna att bringa ordning i Stockholms gatunamn.